# Silva Lone Saländer
Silva Lone Saländer (* 19. Juli 1983 in Hamburg) ist eine ehemalige deutsche Fußballspielerin.

## Karriere

### Vereine
Saländer wechselte 1999 vom TSC Wellingsbüttel zum Hamburger SV. In ihrer Bundesliga-Premierensaison 2001/02 bestritt sie 21 Punktspiele, in denen sie zwei Tore erzielte; dennoch stieg sie mit ihrer Mannschaft aus der höchsten deutschen Spielklasse ab. Höhepunkt ihrer Karriere war ihr Einsatz im Finale am 11. Mai 2002 im Olympiastadion Berlin gegen den 1. FFC Frankfurt; die vor 20.000 Zuschauern ausgetragene Begegnung um den Vereinspokal, in der sie 90 Minuten lang mitwirkte, wurde mit 0:5 verloren. 
Nachdem sie mit ihrem Verein als Meister aus der Regionalliga Nord und der sich anschließenden Aufstiegsrunde zur Bundesliga 2003/04 als Gruppenzweiter hervorgegangen war, kam sie im Zeitraum von 2003 bis 2012 189 Punktspielen zum Einsatz, in denen sie 26 Tore erzielte. Am 16. Mai 2012 verkündete sie ihr Karriereende zum 30. Juni 2012.

### Nationalmannschaft
Ihr Debüt als Nationalspielerin gab sie am 10. Oktober 2001 bei der 2:3-Niederlage im Testspiel gegen die Auswahl Schwedens. Für die U21-Nationalmannschaft bestritt sie elf Länderspiele, für die sie am 10. Juli 2003 beim 2:1-Sieg im Testspiel gegen die Auswahl Dänemarks mit Einwechslung zur zweiten Halbzeit für Anika Machalett debütierte. Gegen diese Auswahl erzielte sie am 13. Juli 2003 beim 3:1-Sieg mit den Treffern zum 2:1 und 3:1 in der 66. und 90. Minute ihre einzigen beiden Länderspieltore.

## Erfolge
- Meister Regionalliga Nord 2000, 2001, 2003
- DFB-Pokal-Finalist 2002

## Sonstiges
Saländer begann 2006 ihr Jura-Studium, das sie 2012 erfolgreich beendete. Nach ihrer Fußballkarriere im Sommer 2012 wird sie in Hamburg als Juristin arbeiten.
Seit 2015 ist Saländer als Medienbeauftragte bei RB Leipzig tätig.